# Hermann August Philips
Hermann August Philips (* 25. Mai 1844 in Aachen; † 17. Oktober 1927 in München) war ein deutscher Genre- und Porträtmaler der Düsseldorfer Schule.

## Leben

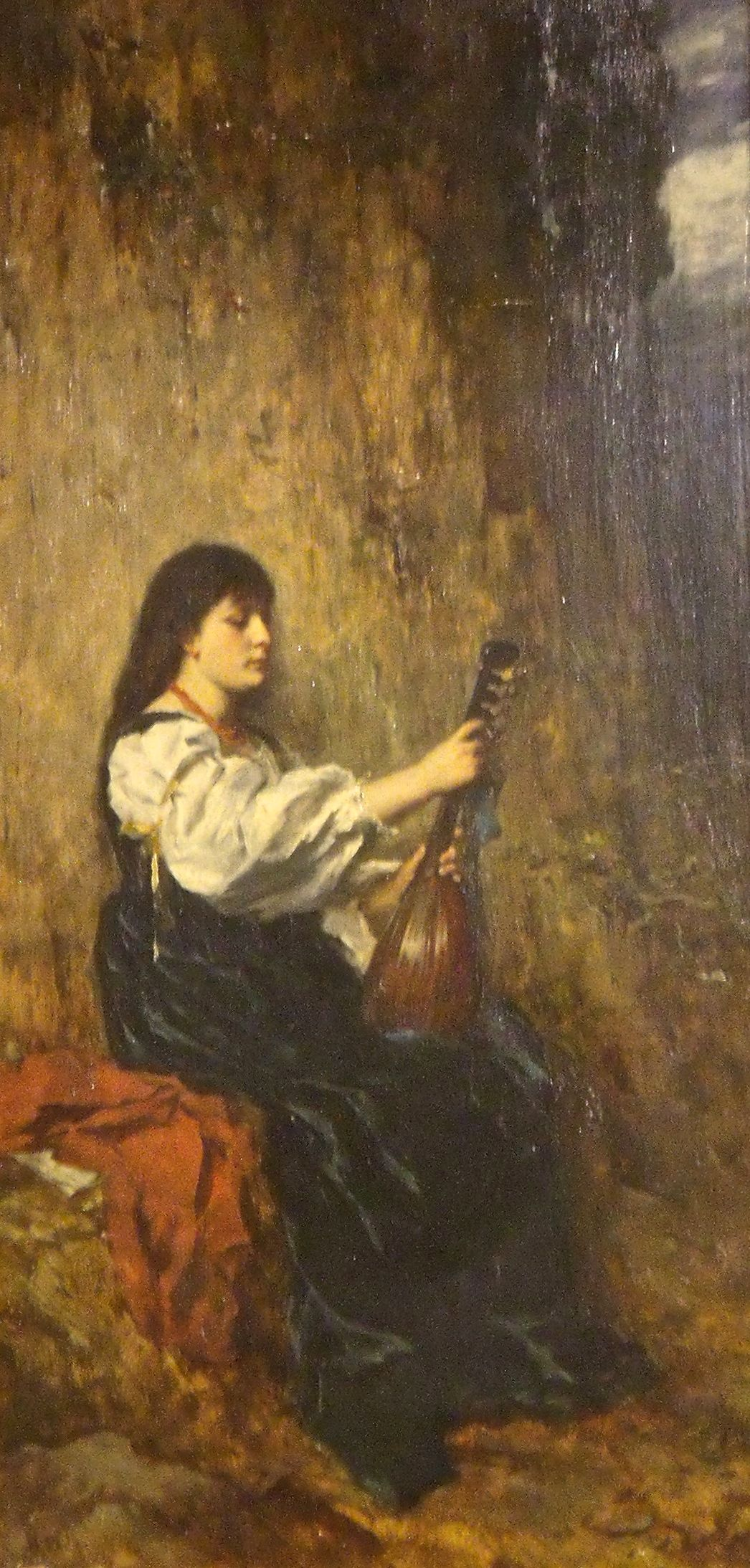
Sitzendes Mädchen mit Mandoline, Musée des beaux-arts de Montréal

Philips war der jüngste von drei Söhnen des Aachener Zigarrenfabrikanten August Abraham Philips (* 10. März 1810 in Zaltbommel, später in Maastricht, Bruder des Tabakhändlers Lion Philips) und dessen Ehefrau Catharina Charlotte Amalie van Gülpen (* 1. Oktober 1819 in Aachen, Tochter des Tuchfabrikanten Joseph van Gülpen). 1859 zog die Familie aus Aachen fort. Philips studierte von 1863 bis 1868 Malerei bei Edward von Steinle am Städelschen Kunstinstitut in Frankfurt am Main. Anschließend war er in Antwerpen, Düsseldorf und Offenbach am Main (späterer Wohnsitz der Eltern) tätig, seit 1870 in München, wo er Ausstellungen im Glaspalast beschickte und Mitglied der Münchner Künstlergenossenschaft war. Einige Winter verbrachte er in Rom, etwa von Oktober 1879 bis 1880.
Philips heiratete die deutsche Porträt- und Genremalerin Maria (Marie) Weber, die sich als Künstlerin Philips-Weber nannte, eine Schülerin der Damenmalschule von Wilhelm von Lindenschmit dem Jüngeren und Heinrich Stelzner (1833–1910) in München. Im Alter von 83 Jahren verstarb Philips völlig verarmt in München.